# John Bindon
John Dennis Arthur Bindon (Londra, 4 ottobre 1943 – Londra, 10 ottobre 1993) è stato un attore britannico che ebbe stretti legami con la malavita londinese.

## Biografia
Bindon nacque a Fulham, una zona del London Borough di Hammersmith e Fulham situata nel sud-ovest di Londra, ed era il secondogenito di una famiglia di modesto ceto sociale con tre figli. Suo padre, Dennis Bindon, era un marinaio di marina mercantile e ingegnere, successivamente diventato tassista.
Frequentò la Henry Compton School di Fulham, ma lasciò la scuola all'età di 15 anni. Gli fu dato il soprannome di "Biffo" durante i combattimenti a cui partecipava e in gioventù finì spesso nei guai proprio a causa delle risse, trascorrendo anche due periodi di detenzione in riformatorio giudiziario (uno di questi per il possesso di munizioni per arma da fuoco).
Dopo vari lavori, che andavano dalla posa dell'asfalto al commercio di oggetti d'antiquariato (il suo migliore amico per diversi anni fu l'antiquario John Hobbs), Bindon intraprese la carriera di attore. Dopo una breve esperienza in A 007, dalla Russia con amore (1963) di Terence Young, in cui non risultò accreditato nel cast, fu notato per la prima volta in un pub londinese dal regista Ken Loach, che gli chiese di recitare nel suo film Poor Cow (1967).
Bindon anche noto per avere molte amiche benestanti che partecipavano ad eventi mondani, come la modella Christine Keeler, l'ex "Bunny Girl" di Playboy Serena Williams, la modella e musicista Angela Barnett, allora fidanzata e futura moglie della pop star David Bowie, e Vicki Hodge, che ebbe con lui una relazione turbolenta durata 12 anni e conclusasi nel 1981. Grazie a Vicki Hodge, figlia di un baronetto, Bindon poté accedere ai circoli aristocratici britannici e, alla fine degli anni sessanta, incontrò la principessa Margaret nella sua casa di Mustique, un'isola delle Piccole Antille: Bindon in seguito affermò di avervi fatto sesso con lei. Anche un biografo della principessa, Noel Botham, ha fermamente sostenuto che Bindon avesse avuto una relazione con lei.
Nel 1969, tornato a Mustique per la seconda volta, portò invece con sé la fidanzata Hodge. La principessa Margaret negò pubblicamente di aver incontrato Bindon (nonostante le foto dimostrino il contrario) ma, secondo quanto riferito dalla stampa, non rimase impressionata nell'ascoltare le storie dei loro incontri sessuali. Durante questo periodo Bindon ottenne il soprannome di "Big John", per via delle ragguardevoli dimensioni del suo pene.
Bindon interpretò il personaggio da "uomo duro" sia dentro che fuori dallo schermo: aveva un carattere violento e si presume che gestisse un racket di protezione nei pub della zona ovest di Londra, oltre ad avere legami con i gemelli Kray e la Richardson Gang. Nonostante le indagini degli inquirenti, comunque, l'entità del suo coinvolgimento nella malavita inglese non è mai stata confermata in modo affidabile.
Nel 1968 Bindon ricevette il Queen's Award for Bravery, una "medaglia al coraggio" della polizia, per essersi tuffato dal Putney Bridge nel fiume Tamigi allo scopo di salvare un uomo che stava annegando, anche se alcune persone affermarono che avesse spinto l'uomo poco prima e che lo avesse salvato solo quando aveva visto comparire un poliziotto.
Alla fine degli anni '70, oltre al lavoro di attore, fornì servizi di sicurezza ad attori e musicisti, non senza problemi: durante l'incarico con i Led Zeppelin, nel loro tour negli Stati Uniti del 1977, venne licenziato per un forte litigio avvenuto nel backstage.
Nel 1978 Bindon fu processato per l'omicidio del gangster londinese Johnny Darke: l'attore venne assolto, ma il caso danneggiò irrimediabilmente la sua reputazione e ciò, insieme all'immagine di "duro" con il quale era difficile lavorare, portò al declino della sua carriera di attore.
Durante gli anni '80 Bindon divenne una persona molto solitaria, trascorrendo la maggior parte del tempo nel suo appartamento di Belgravia. Morì il 10 ottobre 1993, all'età di 50 anni. Secondo il necrologio di Philip Hoare su The Independent la causa del decesso fu un cancro.

### Cinema e televisione
Il regista Ken Loach lo reclutò in un pub londinese nel 1966, considerandolo perfetto per il ruolo del marito rude nel suo film Poor Cow (1967). L'anno successivo interpretò il ruolo di un violento mafioso in Sadismo di Donald Cammell e Nicolas Roeg, uscito al cinema solo nel 1970, al fianco di un giovane Mick Jagger. Questa interpretazione gli valse il plauso della critica e lo caratterizzò per le interpretazioni future.
In seguito, i ruoli cinematografici più noti di Bindon furono quelli di Sid Fletcher in Carter (1971) di Mike Hodges e quello dello spacciatore nel film Quadrophenia (1979) di Franc Roddam, tratto dall'omonimo album del 1973 degli Who.
Nel corso degli anni '70 interpretò ruoli in varie pellicole, spaziando tra diversi generi: il western con Uomo bianco, va' col tuo dio! (1971) di Richard C. Sarafian, la commedia con Niente sesso, siamo inglesi (1973) di Cliff Owen, il poliziesco con L'agente speciale Mackintosh (1973) di John Huston, il drammatico con Il fantino deve morire (1974) di Tony Richardson e il thriller catastrofico con Juggernaut (1974) di Richard Lester. Nel 1975 vestì i panni del soldato reclutatore nel celebre film Barry Lyndon di Stanley Kubrick.
Apparve anche in serie televisive come Investigatore offresi, The Gold Robbers, Dipartimento S, Dixon of Dock Green, Z Cars, Paul Temple, Special Branch, Doppia sentenza e Hazell, interpretando i suoi soliti ruoli da duro.
Nonostante una carriera cinematografica e televisiva ben produttiva, Bindon decise di prendersi una pausa dalla recitazione perciò, alla fine degli anni '70, iniziò a dedicarsi all'organizzazione della sicurezza per attori e musicisti.

### Incidente di Oakland
All'inizio del 1977 Bindon venne assunto dal produttore discografico Peter Grant, su consiglio del tour manager Richard Cole, come coordinatore della sicurezza per il gruppo rock Led Zeppelin durante il loro tour di concerti negli Stati Uniti. In precedenza, Bindon aveva fornito servizi di sicurezza agli attori Tatum e Ryan O'Neal (aveva conosciuto quest'ultimo durante le riprese di Barry Lyndon).
Il 23 luglio di quell'anno si verificò un incidente all'Oakland Coliseum: si presume che Bindon avesse spinto un membro della troupe del promotore Bill Graham mentre la band entrava nel backstage tramite una rampa. Di conseguenza, si era venuta a creare una certa tensione tra lo staff di Graham e la squadra di sicurezza dei Led Zeppelin: verso la fine del concerto, mentre Grant e Bindon stavano scendendo la rampa, furono scambiati dei commenti offensivi con il capo della troupe sul palco, Jim Downey, il che portò Bindon a mettere al tappeto lo stesso Downey. Bindon affermò di essere stato offeso dopo che lo staff di Graham lo aveva definito "un debole cazzo di britannico" ("a weak limey fuck").
Pochi minuti dopo si verificò un incidente separato: un responsabile della sicurezza di Bill Graham, Jim Matzorkis, fu accusato di aver schiaffeggiato il figlio di 11 anni di Peter Grant, Warren, per aver preso un cartello da spogliatoio, e di conseguenza venne selvaggiamente picchiato. Il secondo spettacolo dei Led Zeppelin a Oakland si svolse solo dopo che Bill Graham firmò una lettera di indennizzo, sollevando i Led Zeppelin dalla responsabilità per l'incidente della notte precedente. Tuttavia, Graham rifiutò di onorare la lettera e, quando la band tornò all'hotel, vennero mosse delle accuse di aggressione contro Grant, Cole, Bindon e John Bonham. I quattro, in seguito, beneficiarono della sospensione della condanna, ma Bindon fu licenziato dalla stessa band e ritornò in Inghilterra. Successivamente Grant affermò che consentire a Bindon di essere assunto fu il più grande errore che avesse mai commesso come manager.

### Processo per omicidio
Nel 1978 Bindon fu coinvolto in una rissa con John Darke, un gangster londinese, fuori dal Ranelagh Yacht Club a Fulham. Darke venne pugnalato nove volte, morendo nello scontro, e Bindon riuscì a fuggire a Dublino coprendo le ferite da coltello che a sua volta aveva ricevuto. Si consegnò alla polizia e successivamente venne processato all'Old Bailey nell'ottobre 1979. L'accusa affermò che si trattasse di un omicidio su commissione per la cifra di £ 10.000 e per motivi di droga, con la lotta come copertura per la morte. Tuttavia, la difesa sostenne che la morte di Darke era avvenuta per legittima difesa, dicendo che Bindon temeva per la propria vita dato che veniva ricattato per aver perso migliaia di sterline a causa della droga.
Bindon venne assolto dall'omicidio di Darke nel novembre 1979. È stato riferito che "la figura sostanziale" dell'attore Bob Hoskins come testimone al processo contribuì a influenzare il verdetto della giuria e che il giudice, Sir William Mars-Jones, "era stato comprensivo nei confronti di Bindon e scontento dell'accozzaglia di testimoni portati in aula dall'accusa".
Nonostante ciò, i resoconti dei media sul processo, insieme all'incidente di Oakland, danneggiarono la reputazione di Bindon, che trovò sempre più difficile ottenere un lavoro nell'industria dell'intrattenimento.

## Riferimenti nella cultura popolare
Nel 2002 un documentario della Carlton Television sulla vita di Bindon, intitolato Real Crime: Starring John Bindon, venne trasmesso nel Regno Unito su ITV: presentava filmati d'archivio di Bindon dietro le quinte e interviste con Angie Bowie, Vicki Hodge, Billy Murray, George Sewell e James Whitaker. Bindon apparve anche nel documentario The Secret Life of Princess Margaret, trasmesso nel 2005 sempre su ITV. La relazione di Bindon con la principessa Margaret è stata oggetto anche del documentario di Channel 4 The Princess and the Gangster, trasmesso il 9 febbraio 2009.
Nel 2010 Bindon fu il soggetto di Ten Men: The Lives of John Bindon, un'opera teatrale in versi scritta e diretta da Franklyn McCabe, con Matthew Houghton nel ruolo di John Bindon. Lo spettacolo venne rappresentato al teatro pub Open House come parte del Brighton Fringe Festival nel 2010. Inoltre, il personaggio di Bindon venne interpretato dall'attore Jason Merrells nello spettacolo teatrale A Princess Undone, che debuttò al Cambridge Arts Theatre nell'ottobre 2016.

## Filmografia

### Cinema
- A 007, dalla Russia con amore (From Russia with Love), regia di Terence Young (1963) (non accreditato)
- Poor Cow, regia di Ken Loach (1967)
- L'infallibile ispettore Clouseau? (Inspector Clouseau), regia di Bud Yorkin (1968)
- Sadismo (Performance), regia di Donald Cammell e Nicolas Roeg (1970)
- Carter (Get Carter), regia di Mike Hodges (1971)
- Uomo bianco, va' col tuo Dio (Man in the Wilderness), regia di Richard C. Sarafian (1971)
- Niente sesso, siamo inglesi (No Sex Please - We're British), regia di Cliff Owen (1973)
- L'agente speciale Mackintosh (The MacKintosh Man), regia di John Huston (1973)
- Love Thy Neighbour, regia di John Robins (1973)
- Il fantino deve morire (Dead Cert), regia di Tony Richardson (1974)
- Niente può essere lasciato al caso (11 Harrowhouse), regia di Aram Avakian (1974)
- Juggernaut, regia di Richard Lester (1974)
- Barry Lyndon, regia di Stanley Kubrick (1975)
- Tempi brutti per Scotland Yard (Trial by Combat), regia di Kevin Connor (1975)
- Quadrophenia, regia di Franc Roddam (1979)

### Televisione
- The Wednesday Play – serie TV, episodio 1x103 (1967)
- The Gamblers – serie TV, episodio 1x15 (1968)
- Public Eye – serie TV, episodio 4x01 (1969)
- The Gold Robbers – serie TV, episodi 1x03-1x09-1x10 (1969)
- Dipartimento S (Department S) – serie TV, episodio 2x01 (1969)
- Z Cars – serie TV, episodi 6x285-6x286 (1969)
- Dixon of Dock Green – serie TV, episodi 16x14-17x02 (1969-1970)
- The Doctors – serie TV, episodio 1x41 (1970)
- Paul Temple – serie TV, episodio 3x10 (1971)
- The Ten Commandments – serie TV, episodio 1x03 (1971)
- The Laughing Stock of Television – film TV, regia di John Robins (1971)
- Six Days of Justice – serie TV, episodio 2x02 (1973)
- Play for Today – serie TV, episodio 4x02 (1973)
- Special Branch – serie TV, episodio 4x10 (1974)
- Permette, Harry Worth (My Name Is Harry Worth) – serie TV, episodio 1x07 (1974)
- Doppia sentenza (Softly Softly: Task Force) – serie TV, episodio 8x14 (1975)
- Hazell – serie TV, episodio 2x12 (1979)
- The Dick Francis Thriller: The Racing Game – serie TV, episodio 1x04 (1979)
- BBC2 Playhouse – serie TV, episodio 8x24 (1982)
- The Collectors – serie TV, episodio 1x02 (1986)